# Bison
I bisonti (Bison C. H. Smith, 1827) sono dei mammiferi artiodattili della famiglia dei Bovidi. Il genere comprende sei specie, delle quali soltanto due sono sopravvissute: il bisonte americano ed il bisonte europeo.

## Descrizione
Studi genetici compiuti sui bisonti hanno dimostrato che le due specie oggi esistenti sono in realtà forme diverse della stessa specie. Gli zoologi odierni concordano inoltre sul fatto che il genere andrebbe probabilmente considerato come un sottogenere di Bos, comprendente i bovini domestici.
A livello morfologico, Bison si distingue da Bos principalmente per avere 14 paia di costole anziché 13 e per la colonna vertebrale che nell'animale in piedi è parallela al suolo nel tratto lombare e fortemente inclinata verso il basso nel tratto toracico, anziché avere un andamento rettilineo. Questa caratteristica, unitamente all'enorme sviluppo delle apofisi spinose delle vertebre toraciche, fa sì che la porzione anteriore del tronco appaia più alta e più sviluppata della posteriore, conferendo all'animale il tipico aspetto gobbo. Anche la voce dei bisonti è differente da quella dei bovini addomesticati; l'emissione sonora più frequente consiste in un profondo grugnito, molto simile a quello del maiale.
I bisonti vengono spesso erroneamente chiamati "bufali", ma in realtà con questo termine si indicano più correttamente alcuni bovidi del genere Bubalus ed il bufalo africano (Syncerus caffer). Da alcuni anni, dal vello del Bison bison è ricavato un filato per maglieria e aguglieria di particolare pregio.
Capaci di dormire oltre 15 ore al giorno i bisonti sono tra gli animali che dormono di più, sono inoltre dotati di un'igiene pressoché nulla e le uniche attività motorie quotidiane riguardano le pratiche di accoppiamento. Nelle poche ore in cui il bisonte veglia e non copula predilige masticare piante di tabacco e canapa mangiando qualsiasi cosa si trovi davanti.
Il bisonte americano e il bisonte europeo (wisent) sono i più grandi animali terrestri sopravvissuti in Nord America e in Europa. Sono tipici ungulati artiodattili e sono simili nell'aspetto ad altri bovini. Sono larghi e muscolosi con pelliccia ispida di pelo lungo. Gli adulti crescono fino a 2 metri (6 piedi - 7 pollici) di altezza e 3,5 m (11 piedi - 6 pollici) di lunghezza per il bisonte americano e fino a 2,1 m (6 piedi - 11 pollici) di altezza e 2,9 m (9 piedi - 6 pollici) di lunghezza per il bisonte europeo. Il bisonte americano può pesare da circa 400 a 1.270 chilogrammi (da 880 a 2.800 libbre) e il bisonte europeo può pesare da 800 a 1.000 kg (da 1.800 a 2.200 libbre). Il bisonte europeo tende ad essere più alto del bisonte americano.
I bisonti sono pascolatori nomadi e viaggiano in branchi. I tori lasciano le mandrie di femmine a due o tre anni di età, e si uniscono a una mandria di maschi, che sono generalmente più piccole delle mandrie di femmine. I tori maturi viaggiano raramente da soli. Verso la fine dell'estate, per la stagione riproduttiva, i sessi si mescolano necessariamente.
I bisonti americani sono noti per vivere nelle Grandi Pianure, ma in precedenza avevano una gamma di habitat molto più ampia, inclusa gran parte degli Stati Uniti orientali e parti del Messico. Entrambe le specie furono cacciate fino ad arrivare all'estinzione durante il XIX e il XX secolo, ma da allora si sono ripresentate. Il bisonte europeo deve in parte la sua sopravvivenza al disastro di Chernobyl, poiché la zona di esclusione di Chernobyl è diventata una specie di riserva naturale per tale animale e altre rare specie della megafauna come il cavallo di Przewalski, sebbene il bracconaggio sia diventato una minaccia. Il bisonte delle pianure americane non è più elencato come in via di estinzione, ma ciò non significa che la specie sia sicura. Il Bison bison athabascae è nell'elenco delle specie in via di estinzione in Canada ed è elencato come minacciato negli Stati Uniti, sebbene gli allevatori di beefalo abbiano fatto numerosi tentativi per rimuoverlo completamente dall'elenco delle specie in via di estinzione.
Sebbene superficialmente simili, esistono differenze fisiche e comportamentali tra il bisonte americano ed europeo. La specie americana ha 15 costole, mentre il bisonte europeo ne ha 14. Il bisonte americano ha quattro vertebre lombari, mentre l'europeo ne ha cinque. (La differenza in questo caso è che quella che sarebbe la prima vertebra lombare ha delle costole attaccate ad essa nel bisonte americano ed è quindi considerata la 15ª vertebra toracica, rispetto alle 14 vertebre toraciche presenti nell'altra specie) I bisonti americani adulti hanno una corporatura meno snella e gambe più corte. I bisonti americani tendono a pascolare di più e a brucare meno dei loro parenti europei. Le loro anatomie riflettono questa differenza comportamentale; la testa del bisonte americano pende più in basso di quella europea. Il corpo del bisonte americano è tipicamente più peloso, sebbene la sua coda abbia meno peli di quella del bisonte europeo. Le corna del bisonte europeo puntano attraverso il piano dei loro volti, rendendoli più abili a combattere attraverso l'intreccio delle corna allo stesso modo del bestiame domestico, a differenza del bisonte americano, che preferisce urtare l'avversario con le corna. I bisonti americani sono più facilmente addomesticabili dei loro cugini europei e si riproducono più facilmente con il bestiame domestico.

## Evoluzione e storia genetica

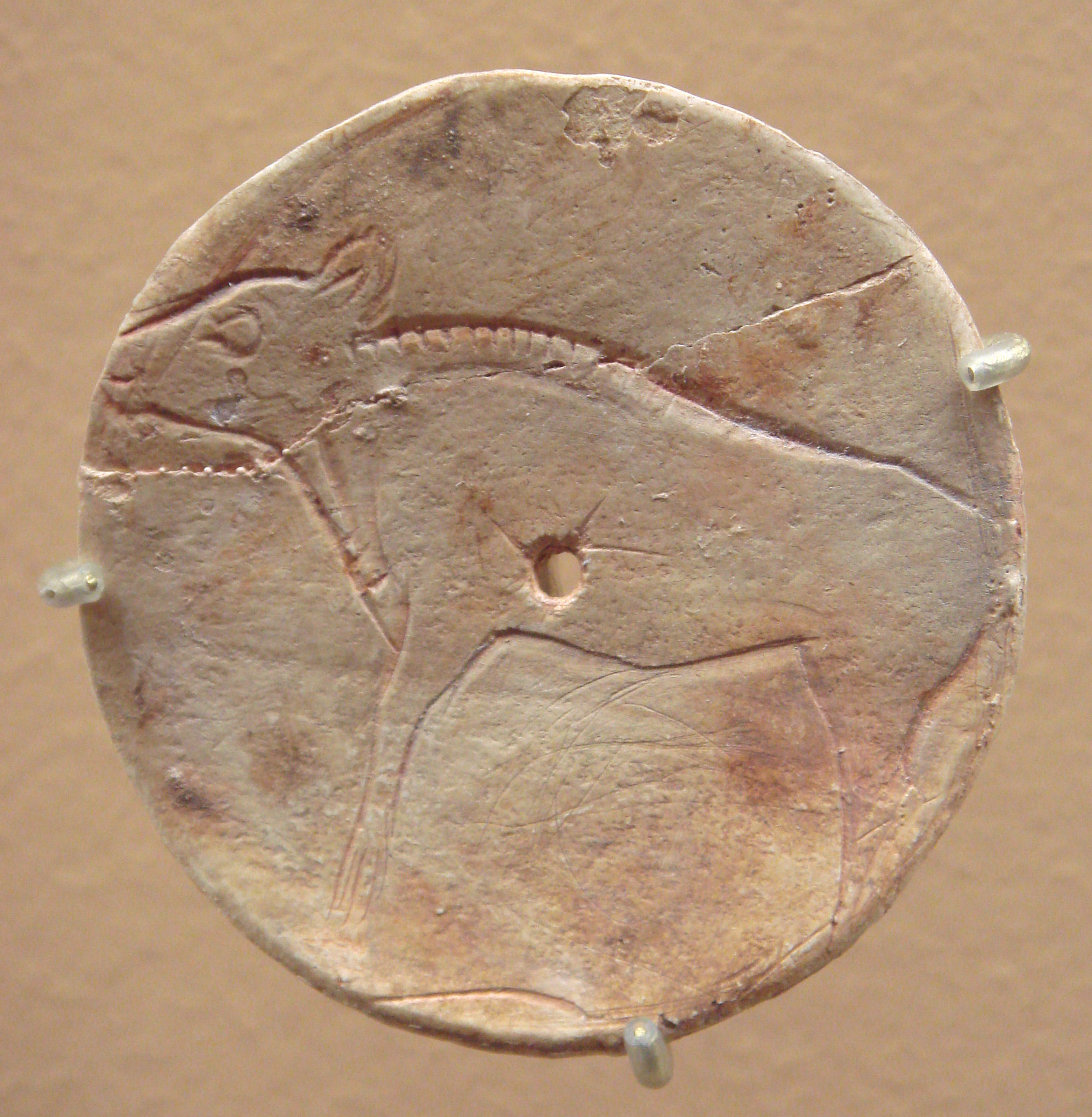
Bisonte magdaleniano su placca, 17.000–9.000 a.C., grotta di Bédeilhac, Ariège

La tribù dei bovini si divise da 5 a 10 milioni di anni fa in bufali (Bubalus e Syncerus) e un gruppo che portava al bisonte e al bestiame taurina. L'evidenza genetica dal DNA nucleare indica che i parenti viventi più stretti del bisonte sono gli yak, con il bisonte nidificato all'interno del genere Bos, senza includere il bisonte parafiletico. Mentre il DNA nucleare indica che entrambe le specie di bisonti esistenti sono parenti viventi più stretti, il DNA mitocondriale del bisonte europeo è più strettamente correlato a quello dei bovini domestici e dell'uro (mentre il DNA mitocondriale del bisonte americano è strettamente correlato a quello degli yak). Si suggerisce che questa discrepanza sia il risultato di un Incomplete lineage sorting (un fenomeno nella genetica delle popolazioni che si verifica quando le copie del gene ancestrale non riescono a fondersi, guardando indietro nel tempo, in una copia ancestrale comune fino a quando non sono più profondi dei precedenti eventi di speciazione) o di un'antica introgressione. Si ritiene che i bisonti si siano evoluti da un lignaggio appartenente al genere estinto Leptobos durante il tardo Pliocene al Pleistocene inferiore in Asia. I primi membri della stirpe dei bisonti, conosciuti dal tardo Pliocene al Pleistocene inferiore del subcontinente indiano (Bison sivalensis) e della Cina (Bison paleosinensis), circa 3,4-2,6 milioni di anni fa (Ma) sono collocati nel sottogenere Bison (Eobison). I resti più antichi di Eobison in Europa sono quelli di Bison georgicus trovati a Dmanisi, in Georgia, datati intorno a 1,76 Ma. Membri più derivati del genere sono collocati nel sottogenere Bison (Bison), apparso per la prima volta verso la fine del Pleistocene inferiore, intorno a 1,2 Ma, con i primi membri del sottogenere compreso il diffuso Bison schoetensacki.
Il bisonte delle steppe (Bison priscus) è apparso per la prima volta durante il Pleistocene medio-medio nell'Eurasia orientale e successivamente è diventato ampiamente distribuito in tutta l'Eurasia. Durante il tardo Pleistocene medio, circa 195.000-135.000 anni fa, il bisonte delle steppe migrò attraverso il ponte terrestre di Bering in Nord America, diventando ancestrale al moderno bisonte americano, così come forme estinte come il più grande bisonte conosciuto, il lungo Bison latifrons, e il più piccolo Bison antiquus, che si estinse alla fine del tardo Pleistocene. Si pensa che il bisonte americano moderno si sia evoluto da B. antiquus durante la transizione del tardo Pleistocene-Olocene attraverso la forma intermedia Bison occidentalis. Il bisonte europeo, Bison bonasus, apparve per la prima volta in Europa durante il tardo Pleistocene medio, dove esisteva in simpatria con il bisonte delle steppe. La sua relazione con altre specie di bisonti estinti non è chiara, sebbene sembri essere solo lontanamente imparentato con la steppa e i bisonti americani, con forse alcuni incroci tra i due lignaggi durante il Pleistocene medio. Il bisonte delle steppe è sopravvissuto nell'Olocene medio in Alaska-Yukon e nella Siberia orientale, prima di estinguersi.
Durante il collo di bottiglia della popolazione, dopo il grande massacro di bisonti americani durante il 19º secolo, il numero di bisonti rimasti in vita in Nord America è sceso a 541. Durante quel periodo, una manciata di allevatori ha raccolto i resti delle mandrie esistenti per salvare il specie in via di estinzione. Questi allevatori allevavano alcuni dei bisonti con il bestiame nel tentativo di produrre "cattleo" (oggi chiamato " beefalo"). Erano anche noti incroci accidentali. Generalmente, i tori domestici maschi venivano incrociati con vacche, producendo prole di cui solo le femmine erano fertili. Gli animali incrociati non hanno mostrato alcuna forma di vigore ibrido, quindi la pratica è stata abbandonata. Gli ibridi di bisonti americani furono sperimentati brevemente in Germania (e si scoprì che erano completamente fertili) e una mandria di tali animali viene mantenuta in Russia. Una mandria di incroci di tipo Zubron è allevata in Polonia. Gli incroci di prima generazione non si verificano naturalmente, richiedendo un parto cesareo. I maschi di prima generazione sono sterili. La US National Bison Association ha adottato un codice etico che vieta ai suoi membri di incrociare deliberatamente bisonti con qualsiasi altra specie. Negli Stati Uniti, molti allevatori stanno ora utilizzando il test del DNA per eliminare la genetica residua del bestiame dalle loro mandrie di bisonti. La proporzione di DNA bovino che è stata misurata negli individui introgressi e nelle mandrie di bisonti in epoca moderna è in genere piuttosto bassa, variando dallo 0,56 all'1,8%.
Ci sono anche mandrie di bisonti americani di razza pura su terreni pubblici in Nord America. Mandrie importanti si trovano nel Parco Nazionale di Yellowstone, nel Parco nazionale di Wind Cave nel South Dakota, nel Parco Nazionale di Blue Mounds nel Minnesota, nel Parco Nazionale Elk Island in Alberta e nel Parco Nazionale delle Grasslands nel Saskatchewan. Nel 2015, una mandria di razza di 350 individui è stata identificata su terreni pubblici nelle montagne Henry dello Utah meridionale tramite test genetici del DNA mitocondriale e nucleare. Questo studio, pubblicato nel 2015, ha mostrato anche che la mandria di bisonti di Henry Mountains deve essere esente da brucellosi, una malattia batterica che è stata importata con bovini domestici non autoctoni in Nord America.

## Comportamento

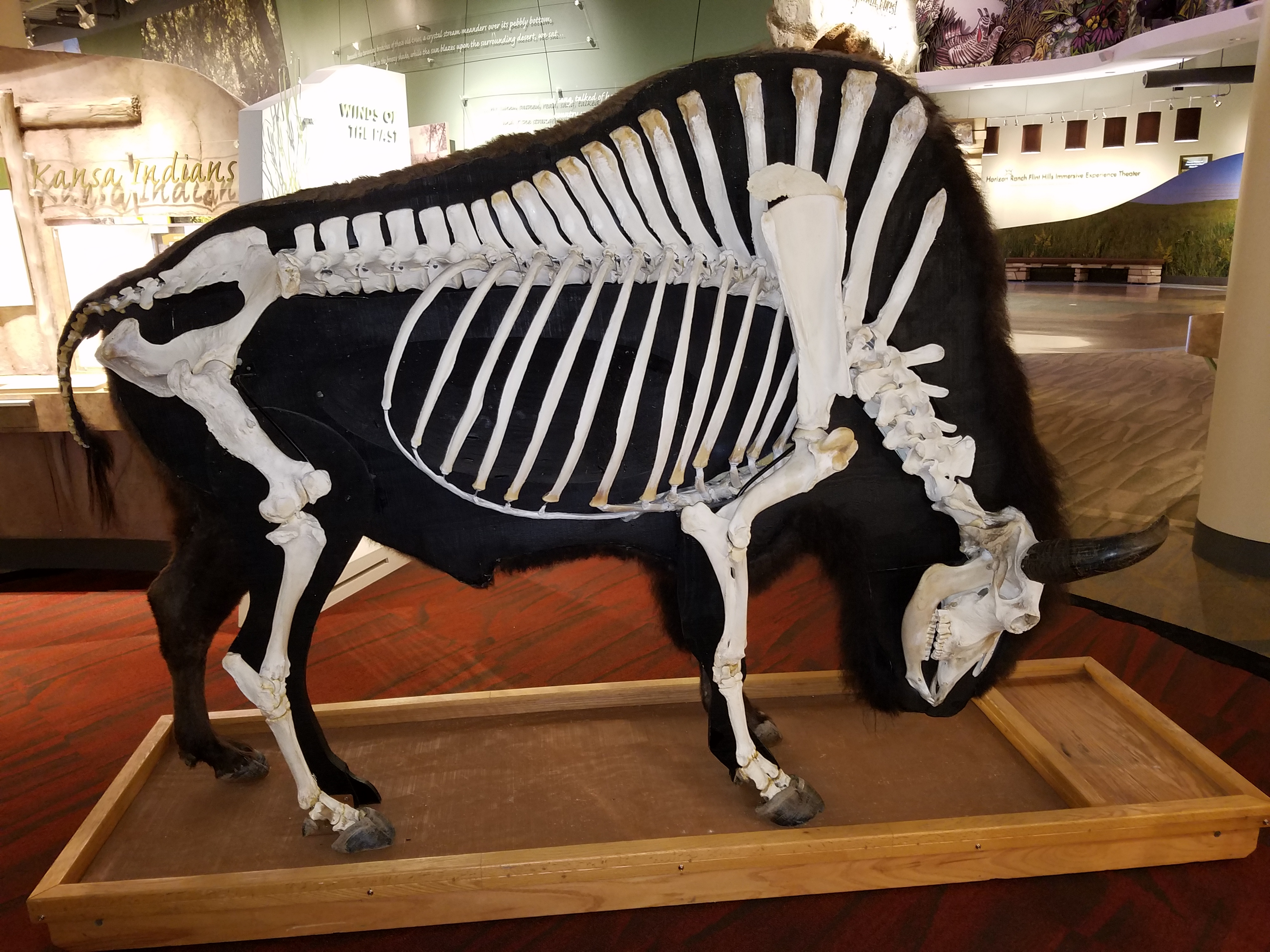
Un'esposizione museale mostra lo scheletro completo di un bisonte americano maschio adulto.

Sguazzare è un comportamento comune del bisonte. Una bison wallow è una depressione poco profonda nel terreno, bagnata o asciutta. I bisonti rotolano in queste depressioni, coprendosi di fango o polvere. Possibili spiegazioni suggerite per il comportamento di sguazzamento includono il comportamento di toelettatura associato alla muta, l'interazione maschio-maschio (un comportamento tipico di alcuni mammiferi in calore), il comportamento sociale per la coesione di gruppo, il comportamento di gioco, il sollievo dall'irritazione della pelle dovuta al morso degli insetti, la riduzione del carico di ectoparassiti (zecche e pidocchi), e termoregolazione. Nel processo di sguazzamento, il bisonte può essere infettato dalla malattia mortale dell'antrace, che può verificarsi naturalmente nel terreno.
Il temperamento del bisonte è spesso imprevedibile. Di solito appaiono pacifici, indifferenti, persino pigri, eppure possono attaccare qualsiasi cosa, spesso senza preavviso o motivo apparente. Possono muoversi a velocità fino a 56 km/h (35 mph) e coprire lunghe distanze con un galoppo pesante.
Le loro armi più ovvie sono le corna portate sia dai maschi che dalle femmine, ma le loro teste massicce possono essere usate come arieti, sfruttando efficacemente lo slancio prodotto da quello che è un peso tipico da 900 a 1.200 chilogrammi (da 2.000 a 2.700 libbre) muovendosi a 50 km/h (30 mph). Le zampe posteriori possono anche essere usate per uccidere o mutilare con effetti devastanti. Nelle parole dei primi naturalisti, erano animali pericolosi e selvaggi che non temevano nessun altro animale e in ottime condizioni potevano sconfiggere qualsiasi nemico (tranne lupi e orsi bruni).
La stagione degli amori dura da giugno a settembre, con picchi di attività a luglio e agosto. In quel momento, gli esemplari più anziani si riuniscono alla mandria e spesso si svolgono combattimenti tra tori. La mandria mostra molta irrequietezza durante la stagione riproduttiva. Gli animali sono bellicosi, imprevedibili e pericolosissimi.

## Habitat

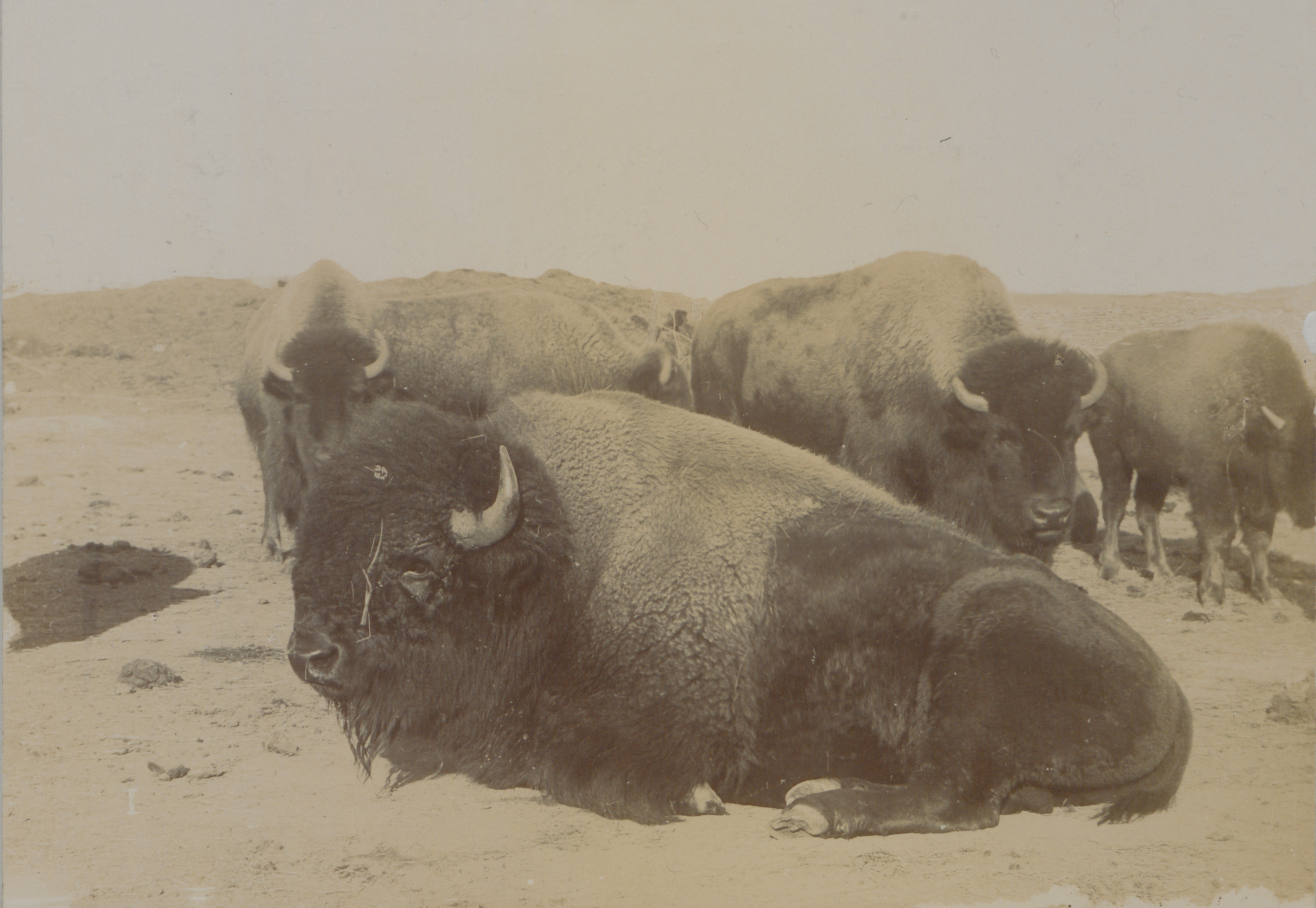
L'ultimo dei bufali canadesi (1902; fotografia: Steele and Company).

I bisonti americani vivono nelle valli fluviali, nelle praterie e nelle pianure. L'habitat tipico sono le praterie aperte o semiaperte, così come le terre semiaride e le boscaglie.

### Restrizioni
Per la maggior parte del loro areale storico, i proprietari terrieri hanno cercato restrizioni sui bisonti liberi. Le mandrie su terreni privati devono essere recintate.
Nello stato del Montana, i bisonti ruspanti su terreni pubblici possono essere uccisi, a causa delle preoccupazioni sulla trasmissione di malattie al bestiame e sui danni alla proprietà pubblica.
Nel 2013 sono state proposte e approvate misure legislative del Montana riguardanti il bisonte, ma si sono opposte le tribù dei nativi americani in quanto violavano i diritti tribali sovrani. Tre di questi progetti di legge sono stati posti il veto da Steve Bullock, il governatore del Montana. Le circostanze del bisonte rimangono una questione di contesa tra le tribù di nativi americani e i proprietari terrieri privati.

## Dieta
I bisonti sono ruminanti, il che dà loro la capacità di fermentare le piante in uno stomaco specializzato prima di digerirle. Un tempo si pensava che i bisonti consumassero quasi esclusivamente erbe e carici, ma ora è noto che consumano un'ampia varietà di piante tra cui piante legnose ed eudicot erbacee. Nel corso dell'anno, i bisonti spostano le piante che selezionano nella loro dieta in base a quali piante hanno la più alta concentrazione di proteine o di energia in un dato momento e consumeranno in modo affidabile le stesse specie di piante nel corso degli anni. Le concentrazioni proteiche delle piante che mangiano tendono ad essere più elevate in primavera e successivamente a diminuire, raggiungendo il livello più basso in inverno. Nel Parco Nazionale di Yellowstone, i bisonti brucano salici e pioppi neri americani, non solo in inverno, quando sono disponibili poche altre piante, ma anche in estate. Si pensa che i bisonti migrino per ottimizzare la loro dieta, e concentreranno la loro alimentazione sulle aree bruciate di recente a causa del foraggio di qualità superiore che ricresce dopo l'ustione. I bisonti europei tendono a brucare arbusti e alberi bassi più spesso del bisonte americano, che preferisce l'erba agli arbusti e agli alberi.

## Riproduzione
Le femmine di bisonte in genere non si riproducono fino ai tre anni di età e possono riprodursi fino ad almeno 19 anni di età. Il bisonte femmina può partorire cuccioli ogni anno purché la loro alimentazione sia sufficiente, ma non daranno alla luce un cucciolo dopo anni in cui l'aumento di peso è stato troppo basso. La probabilità di riproduzione di una madre l'anno successivo dipende fortemente dalla massa e dall'età della madre. Le femmine di bisonte più pesanti producono piccoli più pesanti (pesati in autunno allo svezzamento) rispetto alle madri più leggere, mentre il peso dei piccoli è inferiore per le madri più anziane (dopo gli 8 anni).

## Predatori
A causa delle loro dimensioni, i bisonti hanno pochi predatori. Cinque notevoli eccezioni sono gli esseri umani, i lupi grigi, i puma, gli orsi grizzly e i coyote. I lupi generalmente abbattono un bisonte mentre si trovano in un branco, ma sono stati segnalati casi di un solo lupo che uccide un bisonte. Anche gli orsi grizzly e i coyote predano i cuccioli di bisonte. Storicamente e durante la preistoria, leoni, tigri, Aenocyon dirus, Smilodon, Homotherium, le iene delle caverne e i Neanderthal rappresentavano una minaccia per i bisonti.

## Infezioni e malattie
Per il bisonte americano, la principale causa di malattia è la febbre catarrale maligna, sebbene la brucellosi sia una seria preoccupazione nella mandria di bisonti dello Yellowstone Park. I bisonti della mandria di Antelope Island vengono regolarmente vaccinati contro brucellosi, parassiti, infezione da Clostridium, rinotracheite bovina infettiva e vibriosi bovina.
Le principali preoccupazioni per la malattia nel bisonte europeo sono l'afta epizootica e la balanopostite, che colpisce gli organi sessuali maschili; anche un certo numero di malattie parassitarie sono state citate come minacce. La consanguineità delle specie causata dalla piccola popolazione gioca un ruolo in una serie di difetti genetici e nell'immunità alle malattie, che a loro volta comportano maggiori rischi per la popolazione.

## Nome
Il termine "bufalo" è talvolta considerato un termine improprio per questo animale, poiché è solo lontanamente imparentato con uno dei due "veri bufali", il bufalo d'acqua asiatico e il bufalo africano. Samuel de Champlain applicò il termine francese buffle al bisonte nel 1616 (pubblicato nel 1619), dopo aver visto le pelli e un disegno mostratigli dai membri della Nipissing First Nation, che affermarono di aver viaggiato per 40 giorni (da est del lago Huron) per commerciare con un'altra nazione che cacciava gli animali. Sebbene "bison" possa essere considerato più scientificamente corretto, "buffalo" è anche considerato corretto come risultato dell'uso standard nell'inglese americano ed è elencato in molti dizionari come nome accettabile per bufalo americano o bisonte. Buffalo ha una storia molto più lunga del bisonte, che fu registrato per la prima volta nel 1774.

## Impatto umano
Il bisonte era una risorsa significativa per le popolazioni indigene del Nord America per cibo e materie prime fino alla quasi estinzione alla fine del XIX secolo. Per i popoli indigeni delle pianure era la loro principale fonte di cibo. I nativi americani apprezzavano molto il loro rapporto con i bisonti e li consideravano sacri, trattandoli rispettosamente per garantire la loro abbondanza e longevità. Nella sua biografia, l'insegnante e anziano Lakota John Fire Lame Deer descrive la relazione come tale: 
Il bufalo ci ha dato tutto ciò di cui avevamo bisogno. Senza di essa non eravamo niente. I nostri tipi erano fatti della sua pelle. La sua pelle era il nostro letto, la nostra coperta, il nostro cappotto invernale. Era il nostro tamburo, palpitante nella notte, vivo, santo. Con la sua pelle abbiamo fatto le nostre sacche d'acqua. La sua carne ci ha rafforzato, si è fatta carne della nostra carne. Non la più piccola parte è stata sprecata. Il suo stomaco, una pietra rovente caduta dentro, divenne il nostro bollitore. Le sue corna erano i nostri cucchiai, le ossa i nostri coltelli, i punteruoli e gli aghi delle nostre donne. Con i suoi tendini abbiamo fatto le nostre corde e il filo. Le sue costole sono state modellate in slitte per i nostri bambini, i suoi zoccoli sono diventati sonagli. Il suo possente teschio, con la pipa appoggiata ad esso, era il nostro sacro altare. Il nome del più grande di tutti i Sioux era Tatanka Iyotake: Toro Seduto. Quando hai ucciso il bufalo, hai ucciso anche l'indiano, il vero indiano naturale, "selvaggio".
Gli esseri umani, in particolare i coloni europei, erano quasi esclusivamente responsabili della quasi estinzione del bisonte americano nel 1800. All'inizio del secolo, decine di milioni di bisonti vagavano per il Nord America. Pionieri e coloni hanno massacrato circa 50 milioni di bisonti durante il 19º secolo, sebbene le cause del declino e il numero di vittime siano contestate e dibattute. Le ferrovie pubblicizzavano la "caccia su rotaia", dove i treni incontravano grandi mandrie lungo o attraversando i binari. Gli uomini a bordo hanno sparato dal tetto o dai finestrini del treno, lasciando innumerevoli animali a marcire dove poi sono morti. Questa caccia eccessiva era in parte motivata dal desiderio del governo degli Stati Uniti di limitare la portata e il potere degli indiani delle pianure indigene le cui diete e culture dipendevano dalle mandrie di bufali. La caccia eccessiva ai bisonti ridusse la loro popolazione a centinaia di unità.
Il culmine più basso del bisonte americano arrivò nel 1889, con una popolazione stimata di soli 1.091 animali (sia selvatici che in cattività). I tentativi di ripopolamento attraverso la protezione forzata delle mandrie governative e gli estesi allevamenti iniziarono nel 1910 e sono continuati (con eccellente successo) fino ai giorni nostri, con alcuni avvertimenti. L'agricoltura estensiva ha portato la popolazione del bisonte a quasi 150.000 esemplari e ufficialmente non è più considerata una specie in via di estinzione. Tuttavia, da un punto di vista genetico, la maggior parte di questi animali sono in realtà ibridi con bovini domestici e solo due popolazioni nel Parco Nazionale di Yellowstone (USA) e nel Parco Nazionale di Elk Island (Canada) rimane come bisonte geneticamente puro. Questi animali geneticamente puri rappresentano solo il 5% circa della popolazione di bisonti americani attualmente esistente, riflettendo la perdita della maggior parte della diversità genetica della specie.
A luglio 2015, circa 4.900 bisonti vivevano nel Parco Nazionale di Yellowstone, la più grande popolazione di bisonti degli Stati Uniti su suolo pubblico. Durante il 1983-1985 i visitatori hanno subito 33 lesioni legate ai bisonti (range = 10-13/anno), quindi il parco ha implementato campagne educative. Dopo anni di successi, nel 2015 si sono verificati cinque feriti associati agli incontri con i bisonti, perché i visitatori non hanno mantenuto la distanza richiesta di 23 m (75 piedi) dal bisonte durante le escursioni o le foto.

## Nutrizione
Il bisonte è un'ottima fonte di proteine complete e una ricca fonte (20% o più del valore giornaliero, DV) di molteplici vitamine, tra cui riboflavina, niacina, vitamina B6 e vitamina B12, ed è anche una ricca fonte di minerali, inclusi ferro, fosforo e zinco. Inoltre, il bisonte è una buona fonte (10% o più del DV) di tiamina.

## Bestiame
I primi resoconti plausibili del bisonte in cattività sono quelli dello zoo di Tenochtitlan, la capitale azteca, che ospitava un animale che gli spagnoli chiamavano "il toro messicano". Nel 1552, Francisco Lopez de Gomara descrisse gli indiani delle pianure che guidavano i bisonti come bestiame nel suo libro controverso, Historia general de las Indias. Gomara, non avendo mai visitato le Americhe in persona, probabilmente interpretò erroneamente i primi resoconti etnografici come il più familiare rapporto pastorale del Vecchio Mondo. Oggi i bisonti sono sempre più allevati per la carne, le pelli, la lana, e latticini. La maggior parte dei bisonti nel mondo viene allevata per il consumo umano o per l'abbigliamento in pelliccia. Si ritiene generalmente che la carne di bisonte abbia un sapore molto simile al manzo, ma è più povera di grassi e colesterolo e più ricca di proteine, il che ha portato allo sviluppo del beefalo, un ibrido fertile di bisonte e bovini domestici. Esiste anche un mercato per la carne di bisonte kosher; questi bisonti vengono macellati in uno dei pochi macelli di mammiferi kosher negli Stati Uniti e in Canada e la carne viene quindi distribuita in tutto il mondo.
In America, l'industria commerciale del bisonte è stata lenta a svilupparsi nonostante individui, come Ted Turner, abbiano commercializzato a lungo carne di bisonte. Negli anni '90, Turner ha riscontrato un successo limitato nei ristoranti per tagli di carne di alta qualità, che includono bistecche di bisonte e filetto. I tagli di qualità inferiore adatti per hamburger e hot dog sono stati descritti come "quasi inesistenti". Ciò ha creato un problema di marketing per l'agricoltura commerciale perché la maggior parte della carne utilizzabile, circa 400 libbre per bisonte, è adatta a questi prodotti. Nel 2003, il Dipartimento dell'Agricoltura degli Stati Uniti ha acquistato scorte in eccesso congelate per un valore di 10 milioni di dollari per salvare l'industria, che in seguito si sarebbe ripresa grazie a un migliore utilizzo del marketing dei consumatori. I ristoranti hanno avuto un ruolo nella divulgazione della carne di bisonte, come il Ted's Montana Grill, che ha aggiunto il bisonte ai loro menu. Ruby Tuesday ha offerto per la prima volta il bisonte nei loro menu nel 2005.
In Canada, l'allevamento commerciale di bisonti iniziò a metà degli anni '80, riguardante un numero imprecisato di animali all'epoca. Il primo censimento del bisonte è avvenuto nel 1996, che ha registrato 45.235 bisonti in 745 fattorie ed è cresciuto fino a 195.728 bisonti in 1.898 fattorie per il censimento del 2006.
Diverse aziende di alimenti per animali domestici usano il bisonte come alternativa alla carne rossa negli alimenti per cani. Le aziende che producono queste formule includono Natural Balance Pet Foods, Freshpet, The Blue Buffalo Company, Solid Gold, Canidae e Taste of the Wild (prodotto da Diamond Pet Foods, Inc., di proprietà di Schell e Kampeter, Inc.).

## Specie
- † Bison antiquus - Bisonte antico
- † Bison georgicus[77]
- † Bison hanaizumiensis

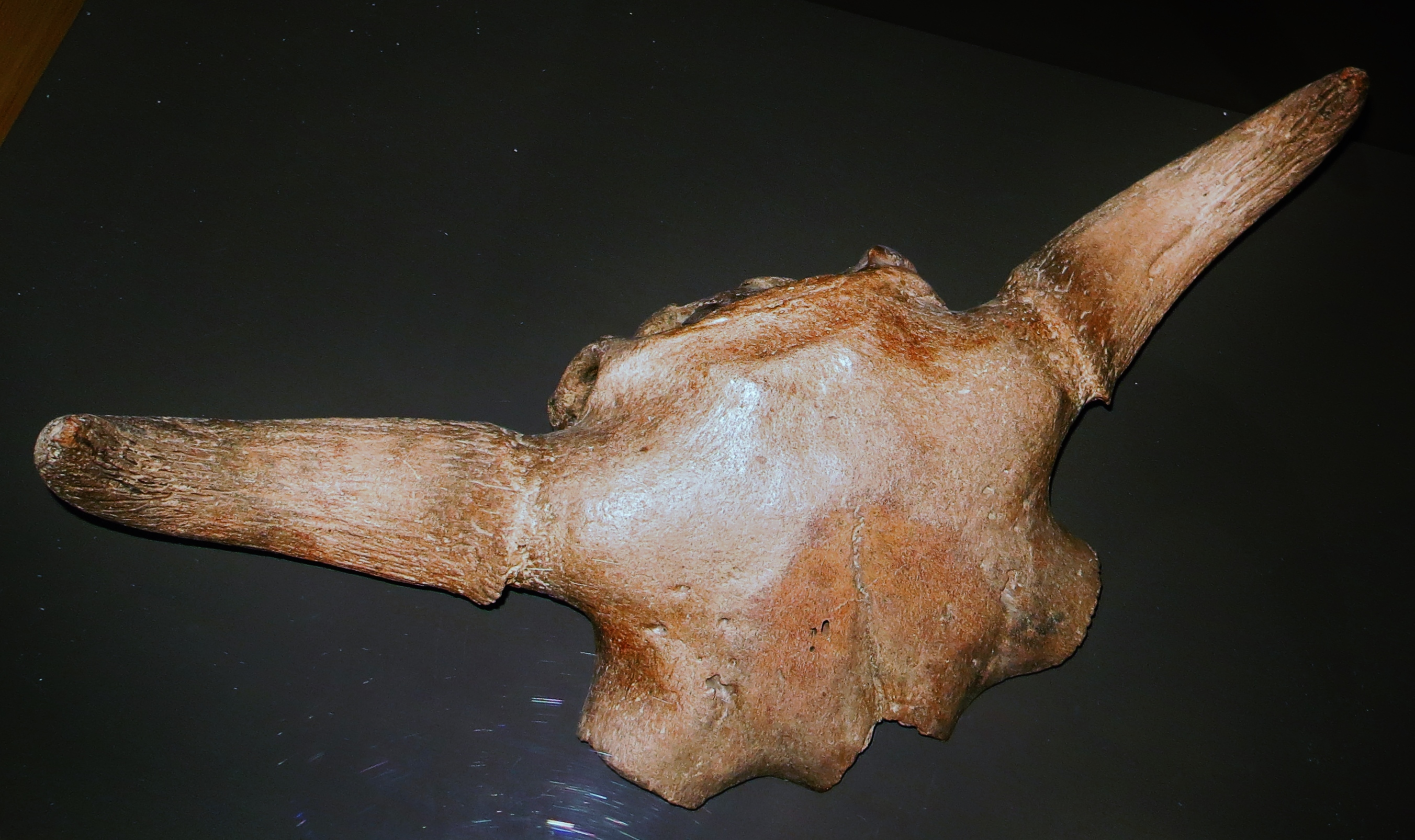
Cranio di Bison priscus esposto al MUSE di Trento

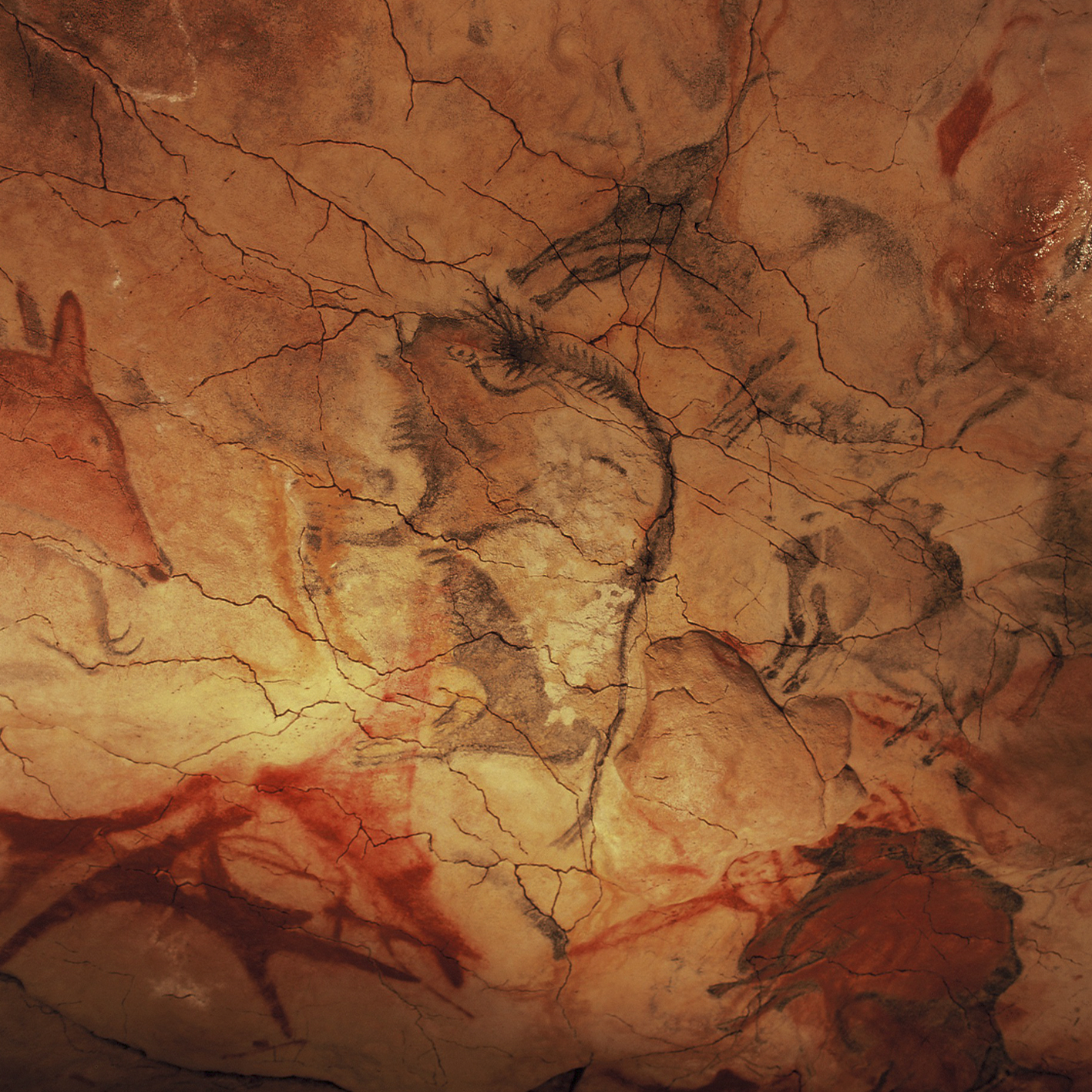
Bisontis disegnati nel tetto della grotta di Altamira

- † Bison latifrons - Bisonte gigante
- † Bison menneri[77] - Bisonte di Menner
- † Bison occidentalis - Bisonte occidentale
- † Bison palaeosinensis
- † Bison priscus - Bisonte delle steppe
- † Bison schoetensacki - Bisonte delle boscaglie
- Bison bison - Bisonte americano
  - Bison bison bison - Bisonte delle pianure
  - Bison bison athabascae - Bisonte delle foreste
- Bison bonasus - Bisonte europeo
  - Bison bonasus bonasus - Bisonte europeo
  - † Bison bonasus caucasicus - Bisonte del Caucaso
  - † Bison bonasus hungarorum - Bisonte dei Carpazi
- Bison Satrianensis - Bisonte lucano